# بیلکوویتسه
بیلکوویتسه (به چکی: Bílkovice) یک منطقهٔ مسکونی در جمهوری چک است که در ناحیه بنشوو واقع شده‌است. بیلکوویتسه ۵٫۷۸ کیلومتر مربع مساحت و ۱۹۴ نفر جمعیت دارد و ۴۴۳ متر بالاتر از سطح دریا واقع شده‌است.